# Austroaeschna tasmanica
Austroaeschna tasmanica (tên tiếng Anh: Tasmanian Darner), là một loài chuồn chuồn ngô thuộc họ Aeshnidae. Loài này có ở Tasmania, Úc. Loài này đã được mô tả lần đầu bởi Robert Tillyard năm 1916. Nó sinh sống ở vùng suối và sông.